# Tripogon wardii
Tripogon wardii är en gräsart som beskrevs av Norman Loftus Bor. Tripogon wardii ingår i släktet Tripogon och familjen gräs. Inga underarter finns listade i Catalogue of Life.